# كلارا أرسكين كليمنت
كلارا أرسكين كليمنت (بالإنجليزية: Clara Erskine Clement)‏ (28 أغسطس 1834، سانت لويس في الولايات المتحدة - 29 فبراير 1916)؛ مؤرخة وروائية أمريكية.